# Sonoma
Sonoma es una ciudad estadounidense del condado de Sonoma, en el estado de California. Está situada en el valle de Sonoma, uno de los centros de producción del vino de California.

## Historia
El pueblo de Sonoma fue fundado en 1823 por la misión San Francisco Solano, encabezada por el fraile franciscano español José Altamira, una misión religiosa enviada a Alta California tras la independencia de México.
En 1833, poco después de su fundación, fue secularizado por el Gobierno mexicano bajo órdenes del entonces teniente Mariano Guadalupe Vallejo. Bajo la supervisión de Vallejo, junto a la misión del ejército, se construyó el presidio de Sonoma en 1836 (parte del Cuarto Distrito Militar de las misiones españolas en California) para mantener el orden en la región, controlar a las tribus nativas y vigilar el Fuerte Ruso.
Fue en Sonoma donde se fraguó, de manos del comandante Mariano G. Vallejo y del coronel John C. Frémont, la rebelión de la Bandera del Oso, en la que se reclamaba la independencia de Alta California respecto de México. Así, en el 14 de junio de 1846 se proclamó la República de California y se izó en la plaza de Sonoma la bandera del oso. Sonoma fue la capital de la República de California hasta que el 9 de julio de ese año se incorporó a los Estados Unidos durante la llamada guerra de intervención estadounidense como parte de la rebelión contra el Gobierno mexicano. La capitalidad del nuevo estado de California pasó entonces a la ciudad de Benicia, primero, y Sacramento, después.
Sonoma fue también donde se inició la producción del vino de California a partir de las cepas llevadas desde España por los misioneros franciscanos y la industria vinícola desarrollada por Mariano G. Vallejo una vez firmado el Tratado de Guadalupe Hidalgo.
Además, da nombre al nuevo sistema operativo de Apple para Macs, MacOS Sonoma.

## Lugares históricos
La mayoría de los lugares históricos de la ciudad se sitúan en el Parque Estatal Histórico de Sonoma, creado en torno a los elemento de la fundación de la ciudad y de la rebelión de la Bandera del Oso. En este parque se incluyen, entre otros:
- la sede de la misión San Francisco Solano, situada junto a la plaza, fue fundada por el fraile franciscano español José Altamira el 4 de julio de 1823. El establecimiento de esta misión supuso la fundación de la ciudad de Sonoma;
- la finca de Vallejo, también conocida como Lachryma Montis, donde vivió y murió Mariano Guadalupe Vallejo;
- el monumento a la Bandera del Oso, en el lugar donde se izó la bandera de la República de California el día de su independencia,
- y el presidio de Sonoma, el lugar donde se fraguó la Rebelión de la Bandera del Oso.

Otros lugares histórico artísticos de Sonoma fuera de este recinto son el ayuntamiento y la plaza de Sonoma, el teatro Sebastiani y el rancho de Jack London, propiedad del escritor.

## Deporte
En las afueras de Sonoma se halla Sears Point Raceway, uno de los principales autódromos del oeste de Estados Unidos. Ha recibido a diversos campeonatos de automóviles deportivos y actualmente alberga fechas de la NASCAR Cup Series, la IndyCar Series y la National Hot Rod Association.

## Demografía
| 8,121                      | 9,291 | 9,896 | 9,971 |
| (Fuente: [cita requerida]) |       |       |       |